# Одностатеві шлюби в Ісландії
Одностатеві шлюби були узаконеними в Ісландії з 27 червня 2010 року законопроєктом, що передбачає визначення шлюбу гендерно-нейтральним, прийняті ісландським Альтингом 11 червня 2010 року, за час правління президента-лесбійки. Жоден з членів парламенту не проголосував проти законопроєкту, і опитування громадської думки показують, що законопроєкт був дуже популярний в Ісландії. Тоді Ісландія стала дев'ятою країною в світі, що узаконила одностатеві шлюби.

## Реєстрація партнерства
Реєстрації партнерства і (ісл. staðfest samvist) для одностатевих пар були введені в Ісландії в 1996 році. Ці закони були скасовані з прийняттям закону про гендерно-нейтральний шлюб.
Законодавство надає той же набір захисту, обов'язків і пільг як у шлюбі, для доступу і для одностатевих пар. Зареєстрований партнер може прийняти дитину іншого партнера, якщо дитина не була прийнята з чужої країни. Всі сторони в Альтингу, ісландському парламенті, були на користь закону.
2 червня 2006 року парламент проголосував за законодавство, яке надає одностатевим парам ті ж права, що є прийнятними в гетеросексуалів, тобто - виховання дітей і допомога в спермо-донорстві. Жоден з членів парламенту не проголосував проти пропозиції, і закон набрав чинності 27 червня 2006 року.
Поправка, яка набрала чинності 27 червня 2008 року, дозволила Церкві Ісландії та іншим релігійним групам, благословляти одностатеві зареєстровані партнерства.
Відомі ісландські особи приєдналися до зареєстрованого партнерства, включено з тодішнім прем'єр-міністром, Йоганною Сігурдардоттір, і її партнеркою Джонін Леосдоттір. 27 червня 2010 року, вони повинні були свої зареєстровані партнерства перетворити на повне визнаного шлюбу.

## Одностатеві шлюби
Уряд Ісландії, обраний у квітні 2009 року, оголосив про введення закону про гендерно-нейтральний шлюб в певний момент в майбутньому. Коаліційний уряд Платформи Соціал-демократичного альянсу і лівого Зеленого руху, опублікував на 19 травня 2009 року заяву, що буде прийнятий єдиний акт для шлюбів. Хоча це не було явно вказано, маєлося на увазі, що акт буде нейтральним у гендерному відношенні. Опозиційна Прогресивна партія також підтримала гендерно-нейтральний шлюб.
18 листопада 2009 року, міністр юстиції та прав людини, Рагна Арнадоттір, підтвердила, що уряд Ісландії працює над «єдиним актом про шлюб», який включатиме як різностатеві так і одностатеві пари.
На 23 березня 2010 року уряд представив громадськості революційний законопроєкт про скасування зареєстрованого закону партнерства і дозволу парам одружуватися незалежно від статі. 11 червня 2010 року ісландський парламент схвалив законопроєкт 49 голосами до 0 проти, при 7 тих, що утрималися і 7 відсутніх. Закон набрав чинності 27 червня 2010 року.